# Щербатов, Иван Григорьевич
Князь  Иван Григорьевич Щербатов (ум. после  1577) — московский дворянин, наместник, полковой и городовой воевода в царствование Ивана Грозного.
Представитель княжеского рода Щербатовых (Рюриковичи). Старший сын князя Григория Васильевича Щербатова. Младшие братья — князья Никита, Андрей, Семён и Василий Щербатовы.

## Биография
На свадьбе князя Владимира Андреевича Старицкого с Евдокией Александровной Нагой "нёс свечу к церкви" (31 мая1550). На свадьбе того же князя с Евдокией Романовной Одоевской, также "нёс свечу к церкви" (28 апреля 1555).
В 1563 году воевода новгород-северский, разбил литовские войска под командованием князя Михаила Вишневецкого, которые вместе с казаками разоряли черниговский и стародубский уезды.
В 1564—1565 годах — наместник в Новгороде-Северском, затем наместник в Почепе. В 1571 году во время нашествия крымского хана Девлет Герая к Серпухову второй воевода полка левой руки. Подписался в поручной записи на 150 рублей по тем боярам, которые ручались за Ивана Фёдоровича Мстиславского (1571).
В 1572—1573 годах — наместник и воевода в Новгороде-Северском. Дворянин московский, служил из выбора (1577).
Умер бездетным.

## Критика
В Российской родословной книге князя П.В. Долгорукова, указано что он был убит при осаде Москвы (1618), что весьма трудно предположить к человеку, находившемся на дворцовой службе (1550) и имевший на тот момент возраст порядка 85 лет. Если сам факт смерти князя Ивана Григорьевича верен, то во всяком случае он должен относиться к Ивану Григорьевичу, сыну князя Григория Александровича, но Бархатная книга говорит, что тот Иван Григорьевич убит под Тушиным (около 1608).